# خايرو ميغيل
خايرو ميغيل (بالإسبانية: Jairo Miguel)‏ هو ماتادور إسباني، ولد في 5 مارس 1993.